# Coupe d'Algérie de football 1990-1991
Navigation
Coupe d'Algérie
1988-1989 Coupe d'Algérie
1991-1992
La Coupe d'Algérie de football 1990-1991 voit la victoire de l'USM Bel-Abbès, qui bat la JS Kabylie en finale.
C'est la 1re Coupe d'Algérie remportée par l'USM Bel Abbès et c'est la 4e fois que la JS Kabylie atteint la finale de cette compétition.

## 1erTour régional
| Ligue du Centre 1990 pour la LRFC (1re tour) |                |   |               |  |  |           |
| 1                                            | ASC Aïn Laloui | - | NRC Bologhine |  |  | Lakhdaria |
| 2                                            | ...            | - | ...           |  |  |           |
| 3                                            | ...            | - | ...           |  |  |           |
| 4                                            | ...            | - | ...           |  |  |           |
| 5                                            | ...            | - | ...           |  |  |           |
| 6                                            | ...            | - | ...           |  |  |           |
| 7                                            | ...            | - | n.c           |  |  |           |
| 8                                            | ...            | - | n.c           |  |  |           |
| 9                                            | ...            | - | n.c           |  |  |           |
| 10                                           | ...            | - | n.c           |  |  |           |
| 11                                           | ...            | - | n.c           |  |  |           |
| 12                                           | ...            | - | n.c           |  |  |           |
| 13                                           | ...            | - | n.c           |  |  |           |
| 14                                           | ...            | - | n.c           |  |  |           |
| 15                                           | ...            | - | n.c           |  |  |           |
| Ligue de l'Ouest 1990 (1re tour régional)    |                |   |               |  |  |           |
| 1                                            | ...            | - | n.c           |  |  |           |
| 2                                            | ...            | - | n.c           |  |  |           |
| 3                                            | ...            | - | n.c           |  |  |           |
| 4                                            | ...            | - | n.c           |  |  |           |
| 5                                            | ...            | - | n.c           |  |  |           |
| 6                                            | ...            | - | n.c           |  |  |           |
| 7                                            | ...            | - | n.c           |  |  |           |
| 8                                            | ...            | - | n.c           |  |  |           |
| 9                                            | ...            | - | n.c           |  |  |           |
| 10                                           | ...            | - | n.c           |  |  |           |
| 11                                           | ...            | - | n.c           |  |  |           |
| 12                                           | ...            | - | n.c           |  |  |           |
| 13                                           | ...            | - | n.c           |  |  |           |
| 14                                           | ...            | - | n.c           |  |  |           |
| 15                                           | ...            | - | n.c           |  |  |           |
| Ligue de Constantine 1990                    |                |   |               |  |  |           |
| 1                                            | ...            | - | n.c           |  |  |           |
| 2                                            | ...            | - | n.c           |  |  |           |
| 3                                            | ...            | - | n.c           |  |  |           |
| 4                                            | ...            | - | n.c           |  |  |           |
| 5                                            | ...            | - | n.c           |  |  |           |
| 6                                            | ...            | - | ...           |  |  |           |
| 7                                            | ...            | - | n.c           |  |  |           |
| 8                                            | ...            | - | n.c           |  |  |           |
| 9                                            | ...            | - | n.c           |  |  |           |
| 10                                           | ...            | - | n.c           |  |  |           |
| 11                                           | ...            | - | n.c           |  |  |           |
| 12                                           | ...            | - | n.c           |  |  |           |
| 13                                           | ...            | - | n.c           |  |  |           |
| 14                                           | ...            | - | n.c           |  |  |           |
| 15                                           | ...            | - | n.c           |  |  |           |
| Ligue de Batna 1990 (1re tour régional)      |                |   |               |  |  |           |
| 1                                            | ...            | - | n.c           |  |  |           |
| 2                                            | ...            | - | n.c           |  |  |           |
| 3                                            | ...            | - | n.c           |  |  |           |
| 4                                            | ...            | - | n.c           |  |  |           |
| 5                                            | ...            | - | n.c           |  |  |           |
| 6                                            | ...            | - | n.c           |  |  |           |
| 7                                            | ...            | - | n.c           |  |  |           |
| 8                                            | ...            | - | n.c           |  |  |           |
| 9                                            | ...            | - | n.c           |  |  |           |
| 10                                           | ...            | - | n.c           |  |  |           |
| Ligue de Béchar 1990 (1re tour régional)     |                |   |               |  |  |           |
| 1                                            | ...            | - | n.c           |  |  |           |
| 2                                            | ...            | - | n.c           |  |  |           |
| 3                                            | ...            | - | n.c           |  |  |           |
| 4                                            | ...            | - | n.c           |  |  |           |
| 5                                            | ...            | - | n.c           |  |  |           |
| 6                                            | ...            | - | n.c           |  |  |           |
| 7                                            | ...            | - | n.c           |  |  |           |
| 8                                            | ...            | - | n.c           |  |  |           |
| 9                                            | ...            | - | n.c           |  |  |           |
| 10                                           | ...            | - | n.c           |  |  |           |
| Ligue de Ouargla 1990 (1re tour régional)    |                |   |               |  |  |           |
| 1                                            | ...            | - | n.c           |  |  |           |
| 2                                            | ...            | - | n.c           |  |  |           |
| 3                                            | ...            | - | n.c           |  |  |           |
| 4                                            | ...            | - | n.c           |  |  |           |
| 5                                            | ...            | - | n.c           |  |  |           |
| 6                                            | ...            | - | n.c           |  |  |           |
| 7                                            | ...            | - | n.c           |  |  |           |
| 8                                            | ...            | - | n.c           |  |  |           |
| 9                                            | ...            | - | n.c           |  |  |           |
| 10                                           | ...            | - | n.c           |  |  |           |

## 2eTour régional
| Ligue de l'Ouest 1990 (2e tour régional)    |              |   |                |  |  |                    |
| 1                                           | ...          | - | n.c            |  |  |                    |
| 2                                           | ...          | - | n.c            |  |  |                    |
| 3                                           | ...          | - | n.c            |  |  |                    |
| 4                                           | ...          | - | n.c            |  |  |                    |
| 5                                           | ...          | - | n.c            |  |  |                    |
| 6                                           | ...          | - | n.c            |  |  |                    |
| 7                                           | ...          | - | n.c            |  |  |                    |
| 8                                           | ...          | - | n.c            |  |  |                    |
| 9                                           | ...          | - | n.c            |  |  |                    |
| 10                                          | ...          | - | n.c            |  |  |                    |
| 11                                          | ...          | - | n.c            |  |  |                    |
| 12                                          | ...          | - | n.c            |  |  |                    |
| 13                                          | ...          | - | n.c            |  |  |                    |
| 14                                          | ...          | - | n.c            |  |  |                    |
| 15                                          | ...          | - | n.c            |  |  |                    |
| Ligue du Centre 1990 pour la LRFC (2e tour) |              |   |                |  |  |                    |
| 1                                           | CRM Birtouta | - | ASC Aïn Laloui |  |  | Khemis El Khechena |
| 2                                           | ...          | - | ...            |  |  |                    |
| 3                                           | ...          | - | ...            |  |  |                    |
| 4                                           | ...          | - | ...            |  |  |                    |
| 5                                           | ...          | - | ...            |  |  |                    |
| 6                                           | ...          | - | ...            |  |  |                    |
| 7                                           | ...          | - | n.c            |  |  |                    |
| 8                                           | ...          | - | n.c            |  |  |                    |
| 9                                           | ...          | - | n.c            |  |  |                    |
| 10                                          | ...          | - | n.c            |  |  |                    |
| 11                                          | ...          | - | n.c            |  |  |                    |
| 12                                          | ...          | - | n.c            |  |  |                    |
| 13                                          | ...          | - | n.c            |  |  |                    |
| 14                                          | ...          | - | n.c            |  |  |                    |
| 15                                          | ...          | - | n.c            |  |  |                    |
| Ligue de Constantine 1990                   |              |   |                |  |  |                    |
| 1                                           | ...          | - | n.c            |  |  |                    |
| 2                                           | ...          | - | n.c            |  |  |                    |
| 3                                           | ...          | - | n.c            |  |  |                    |
| 4                                           | ...          | - | n.c            |  |  |                    |
| 5                                           | ...          | - | n.c            |  |  |                    |
| 6                                           | ...          | - | ...            |  |  |                    |
| 7                                           | ...          | - | n.c            |  |  |                    |
| 8                                           | ...          | - | n.c            |  |  |                    |
| 9                                           | ...          | - | n.c            |  |  |                    |
| 10                                          | ...          | - | n.c            |  |  |                    |
| 11                                          | ...          | - | n.c            |  |  |                    |
| 12                                          | ...          | - | n.c            |  |  |                    |
| 13                                          | ...          | - | n.c            |  |  |                    |
| 14                                          | ...          | - | n.c            |  |  |                    |
| 15                                          | ...          | - | n.c            |  |  |                    |
| Ligue de Batna 1990 (1re tour régional)     |              |   |                |  |  |                    |
| 1                                           | ...          | - | n.c            |  |  |                    |
| 2                                           | ...          | - | n.c            |  |  |                    |
| 3                                           | ...          | - | n.c            |  |  |                    |
| 4                                           | ...          | - | n.c            |  |  |                    |
| 5                                           | ...          | - | n.c            |  |  |                    |
| 6                                           | ...          | - | n.c            |  |  |                    |
| 7                                           | ...          | - | n.c            |  |  |                    |
| 8                                           | ...          | - | n.c            |  |  |                    |
| 9                                           | ...          | - | n.c            |  |  |                    |
| 10                                          | ...          | - | n.c            |  |  |                    |
| Ligue de Béchar 1990 (2e tour régional)     |              |   |                |  |  |                    |
| 1                                           | ...          | - | n.c            |  |  |                    |
| 2                                           | ...          | - | n.c            |  |  |                    |
| 3                                           | ...          | - | n.c            |  |  |                    |
| 4                                           | ...          | - | n.c            |  |  |                    |
| 5                                           | ...          | - | n.c            |  |  |                    |
| 6                                           | ...          | - | n.c            |  |  |                    |
| 7                                           | ...          | - | n.c            |  |  |                    |
| 8                                           | ...          | - | n.c            |  |  |                    |
| 9                                           | ...          | - | n.c            |  |  |                    |
| 10                                          | ...          | - | n.c            |  |  |                    |
| Ligue de Ouargla 1990 (2e tour régional)    |              |   |                |  |  |                    |
| 1                                           | ...          | - | n.c            |  |  |                    |
| 2                                           | ...          | - | n.c            |  |  |                    |
| 3                                           | ...          | - | n.c            |  |  |                    |
| 4                                           | ...          | - | n.c            |  |  |                    |
| 5                                           | ...          | - | n.c            |  |  |                    |
| 6                                           | ...          | - | n.c            |  |  |                    |
| 7                                           | ...          | - | n.c            |  |  |                    |
| 8                                           | ...          | - | n.c            |  |  |                    |
| 9                                           | ...          | - | n.c            |  |  |                    |
| 10                                          | ...          | - | n.c            |  |  |                    |

## 3eTour régional
| Ligue de l'Ouest 1990 (3e tour régional)    |                        |   |     |  |  |  |
| 1                                           | IRB Oued El Kheir (D4) | - | n.c |  |  |  |
| 2                                           | GCB Mascara (D4)       | - | n.c |  |  |  |
| 3                                           | MB Hassasna (D4)       | - | n.c |  |  |  |
| 4                                           | ...                    | - | n.c |  |  |  |
| 5                                           | ...                    | - | n.c |  |  |  |
| 6                                           | ...                    | - | n.c |  |  |  |
| 7                                           | ...                    | - | n.c |  |  |  |
| 8                                           | ...                    | - | n.c |  |  |  |
| 9                                           | ...                    | - | n.c |  |  |  |
| 10                                          | ...                    | - | n.c |  |  |  |
| 11                                          | ...                    | - | n.c |  |  |  |
| 12                                          | ...                    | - | n.c |  |  |  |
| 13                                          | ...                    | - | n.c |  |  |  |
| 14                                          | ...                    | - | n.c |  |  |  |
| Ligue du Centre 1990 pour la LRFC (3e tour) |                        |   |     |  |  |  |
| 1                                           | ...                    | - | ... |  |  |  |
| 2                                           | ...                    | - | ... |  |  |  |
| 3                                           | ...                    | - | ... |  |  |  |
| 4                                           | ...                    | - | ... |  |  |  |
| 5                                           | ...                    | - | ... |  |  |  |
| 6                                           | ...                    | - | ... |  |  |  |
| 7                                           | ...                    | - | n.c |  |  |  |
| 8                                           | ...                    | - | n.c |  |  |  |
| 9                                           | ...                    | - | n.c |  |  |  |
| 10                                          | ...                    | - | n.c |  |  |  |
| 11                                          | ...                    | - | n.c |  |  |  |
| 12                                          | ...                    | - | n.c |  |  |  |
| 13                                          | ...                    | - | n.c |  |  |  |
| 14                                          | ...                    | - | n.c |  |  |  |
| 15                                          | ...                    | - | n.c |  |  |  |
| Ligue de Constantine 1990                   |                        |   |     |  |  |  |
| 1                                           | ...                    | - | n.c |  |  |  |
| 2                                           | ...                    | - | n.c |  |  |  |
| 3                                           | ...                    | - | n.c |  |  |  |
| 4                                           | ...                    | - | n.c |  |  |  |
| 5                                           | ...                    | - | n.c |  |  |  |
| 6                                           | ...                    | - | ... |  |  |  |
| 7                                           | ...                    | - | n.c |  |  |  |
| 8                                           | ...                    | - | n.c |  |  |  |
| 9                                           | ...                    | - | n.c |  |  |  |
| 10                                          | ...                    | - | n.c |  |  |  |
| 11                                          | ...                    | - | n.c |  |  |  |
| 12                                          | ...                    | - | n.c |  |  |  |
| 13                                          | ...                    | - | n.c |  |  |  |
| 14                                          | ...                    | - | n.c |  |  |  |
| 15                                          | ...                    | - | n.c |  |  |  |

## 4eTourrégional
Avant dernier Tour Régional
| Ligue de l'Ouest décembre 1990 à 14h 30 |                           |   |     |  |  |  |
| 1                                       | GC Mascara (D3)           | - | n.c |  |  |  |
| 2                                       | MC Saida (D3)             | - | n.c |  |  |  |
| 3                                       | OM Arzew (D3)             | - | n.c |  |  |  |
| 4                                       | IRB Mers El-Kebir (D3)    | - | n.c |  |  |  |
| 5                                       | IRB Oued El Kheir (D4)    | - | n.c |  |  |  |
| 6                                       | IRB Maghnia (D3)          | - | n.c |  |  |  |
| 7                                       | CRB Sfisef (D3)           | - | n.c |  |  |  |
| 8                                       | ESB Telagh (D3)           | - | n.c |  |  |  |
| 9                                       | ESOM Mostaganem (D3)      | - | n.c |  |  |  |
| 10                                      | GCB Mascara (D4)          | - | n.c |  |  |  |
| 11                                      | WRB Mostaganem (D3)       | - | n.c |  |  |  |
| 12                                      | IRB Mohammadia (D3)       | - | n.c |  |  |  |
| 13                                      | NE Bel-Abbès (D3)         | - | n.c |  |  |  |
| 14                                      | CMH Oran (D3)             | - | n.c |  |  |  |
| 15                                      | MB Hassasna (D4)          | - | n.c |  |  |  |
| Ligue du Centre(?/?/1990 à 14h 30)      |                           |   |     |  |  |  |
| 1                                       | WA Boufarik (D3)          | - | n.c |  |  |  |
| 2                                       | NCB El Affroun (D3)       | - | n.c |  |  |  |
| 3                                       | CRB El-Attaf (D3)         | - | n.c |  |  |  |
| 4                                       | IRB El Harrach (D?)       | - | n.c |  |  |  |
| 5                                       | JH El Djazaïr (D3)        | - | n.c |  |  |  |
| 6                                       | ES Sour El Ghozlane (D3)  | - | n.c |  |  |  |
| 7                                       | RC Arbaa (D3)             | - | n.c |  |  |  |
| 8                                       | Hydra AC (D3)             | - | n.c |  |  |  |
| 9                                       | n.c                       | - | n.c |  |  |  |
| 10                                      | n.c                       | - | n.c |  |  |  |
| 11                                      | n.c                       | - | n.c |  |  |  |
| 12                                      | n.c                       | - | n.c |  |  |  |
| 13                                      | n.c                       | - | n.c |  |  |  |
| 14                                      | n.c                       | - | n.c |  |  |  |
| 15                                      | n.c                       | - | n.c |  |  |  |
| Ligue de Constantine(?/?/1990 à 14h 30) |                           |   |     |  |  |  |
| 1                                       | NRB Emdjez Edchich (D?)   | - | n.c |  |  |  |
| 2                                       | MO Bejaia (D3)            | - | n.c |  |  |  |
| 3                                       | SSB Sidi Aich (D3)        | - | n.c |  |  |  |
| 4                                       | MB Azzaba (D?)            | - | n.c |  |  |  |
| 5                                       | CRE Constantine (D3)      | - | n.c |  |  |  |
| 6                                       | CRB El Harrouch (D3)      | - | n.c |  |  |  |
| 7                                       | CRB Héliopolis (D?)       | - | n.c |  |  |  |
| 8                                       | WB Skikda (D3)            | - | n.c |  |  |  |
| 9                                       | n.c                       | - | n.c |  |  |  |
| 10                                      | n.c                       | - | n.c |  |  |  |
| 11                                      | n.c                       | - | n.c |  |  |  |
| 12                                      | n.c                       | - | n.c |  |  |  |
| 13                                      | n.c                       | - | n.c |  |  |  |
| 14                                      | n.c                       | - | n.c |  |  |  |
| 15                                      | n.c                       | - | n.c |  |  |  |
| Ligue de Batna(?/?/1990 à 14h 30)       |                           |   |     |  |  |  |
| 1                                       | US Biskra (D3)            | - | n.c |  |  |  |
| 2                                       | Nadi Sétif (Casoral) (D3) | - | n.c |  |  |  |
| 3                                       | USM Sétif (D3)            | - | n.c |  |  |  |
| 4                                       | IRB Ain Touta (D?)        | - | n.c |  |  |  |
| 5                                       | n.c                       | - | n.c |  |  |  |
| 6                                       | n.c                       | - | n.c |  |  |  |
| 7                                       | n.c                       | - | n.c |  |  |  |
| 8                                       | n.c                       | - | n.c |  |  |  |

## Soixante-quatrièmes de finale
Dernier Tour Régional
| Ligue de l'Ouest vendredi 28 décembre 1990 |                          |   |                        |  |  |  |
| 1                                          | MC Saida (D3)            | - | ESOM Mostaganem (D3)   |  |  |  |
| 2                                          | GCB Mascara (D4)         | - | OM Arzew (D3)          |  |  |  |
| 3                                          | WRB Mostaganem (D3)      | - | IRB Maghnia (D3)       |  |  |  |
| 4                                          | CRB Sfisef (D3)          | - | IRB Mohammadia (D3)    |  |  |  |
| 5                                          | NE Bel-Abbès (D3)        | - | GC Mascara (D3)        |  |  |  |
| 6                                          | CMH Oran (D3)            | - | IRB Oued El Kheir (D4) |  |  |  |
| 7                                          | MB Hassasna (D4)         | - | ESB Telagh (D3)        |  |  |  |
| 8                                          | IRB Mers El-Kebir (D3)   |   | Exempt                 |  |  |  |
| Ligue du Centre 27 décembre 1990           |                          |   |                        |  |  |  |
| 1                                          | WA Boufarik (D3)         | - | n.c                    |  |  |  |
| 2                                          | NCB El Affroun (D3)      | - | n.c                    |  |  |  |
| 3                                          | CRB El Attaf (D3)        | - | n.c                    |  |  |  |
| 4                                          | IRB El Harrach (D?)      | - | n.c                    |  |  |  |
| 5                                          | IR Binaâ Alger (D3)      | - | n.c                    |  |  |  |
| 6                                          | ES Sour El Ghozlane (D3) | - | n.c                    |  |  |  |
| 7                                          | RC Arbaa (D3)            | - | n.c                    |  |  |  |
| 8                                          | Hydra AC (D3)            | - | n.c                    |  |  |  |
| Ligue de Constantine 27 décembre 1990      |                          |   |                        |  |  |  |
| 1                                          | NRB Emdjez Edchich (D?)  | - | n.c                    |  |  |  |
| 2                                          | MO Bejaia (D3)           | - | n.c                    |  |  |  |
| 3                                          | SSB Sidi Aïch (D3)       | - | n.c                    |  |  |  |
| 4                                          | MB Azzaba (D?)           | - | n.c                    |  |  |  |
| 5                                          | CRE Constantine (D3)     | - | n.c                    |  |  |  |
| 6                                          | CRB El Harrouch (D3)     | - | n.c                    |  |  |  |
| 7                                          | CRB Héliopolis (D?)      | - | n.c                    |  |  |  |
| 8                                          | WB Skikda (D3)           | - | n.c                    |  |  |  |
| Ligue de Batna 27 décembre 1990            |                          |   |                        |  |  |  |
| 1                                          | US Biskra (D3)           | - | n.c                    |  |  |  |
| 2                                          | Nadi Sétif (D3)          | - | n.c                    |  |  |  |
| 3                                          | USM Sétif (D3)           | - | n.c                    |  |  |  |
| 4                                          | IRB Ain Touta (D?)       | - | n.c                    |  |  |  |
| Ligue du Sud-ouest 27 décembre 1990        |                          |   |                        |  |  |  |
| 1                                          | JRB El Bayadh (D?)       | - | n.c                    |  |  |  |
| 2                                          | IRB Béchar (D?)          | - | n.c                    |  |  |  |
| Ligue de Ouargla 1990                      |                          |   |                        |  |  |  |
| 1                                          | MC Ouargla (D?)          | - | n.c                    |  |  |  |
| 2                                          | CRB Djefla (A) (D3)      | - | n.c                    |  |  |  |

## Trente deuxième de finale
Les matchs des trente deuxième de finale se sont joués les jeudi 10 et vendredi 11 janvier 1991 a 14h 30.
| #  | Club 1                | Résultat              | Club 2                    | Buteurs                                                             | Date            | Stade                                                         |
| -- | --------------------- | --------------------- | ------------------------- | ------------------------------------------------------------------- | --------------- | ------------------------------------------------------------- |
| 1  | MC Alger (D1)         | 4 - 1                 | CRB El-Attaf (D3)         | Mekhloufi 16e Tabbel 28e (pen.) Hadjouri 71e 76e / Kehil 15e (pen.) | 10 janvier 1991 | Stade Imam-Lyes, (Médéa)                                      |
| 2  | CA Batna (D2)         | 2 - 0                 | US Biskra (D3)            | Hamlet 35e, Bahri 44e                                               | 10 janvier 1991 | Stade 8 mai 1945, (Sétif)                                     |
| 3  | USM Aïn Beïda (D2)    | 0 - 1                 | NRB Emdjez Edchich (D?)   | Msibeh 56e (pen.)                                                   | 10 janvier 1991 | Stade Benabdelmalek, (Constantine)                            |
| 4  | CC Sig (D2)           | 2 - 3                 | CRB Sfisef (D3)           | Mezouad 14e, Kerich 43e /Abdessalam 32e et 37e, Akab 66e            | 10 janvier 1991 | Arbitre : Khayar, Hawa et Osman Stade Meflah-Aoued, (Mascara) |
| 5  | CRB Mecheria (D2)     | 2 - 1                 | IRB Mers El-Kebir (D3)    |                                                                     | 10 janvier 1991 | Stade de Saida                                                |
| 6  | ESB Telagh (D3)       | 0 - 1ap               | CR Témouchent (D2)        |                                                                     | 10 janvier 1991 | Stade de Sidi Bel Abbès                                       |
| 7  | USM Blida (D2)        | 0 - 1ap               | WA Boufarik (D3)          | Salhi 119e                                                          | 11 janvier 1991 | Stade du 5-Juillet-1962, (Alger)                              |
| 8  | ES Sétif (D1)         | 2 - 0                 | Nadi Sétif (Casoral) (D3) | Adjissa 65e Gherib 90e                                              | 11 janvier 1991 | Stade 8 mai 1945, (Sétif)                                     |
| 9  | MC Oran (D1)          | 3 - 0                 | IRB Béchar (D3)           | Belatoui 5e Meziane 46e El-Habib 67e (csc)                          | 11 janvier 1991 | Stade Guessbaoui, (Mecheria)                                  |
| 10 | USM Alger (D2)        | 3 - 0                 | IRB El Harrach (D4)       | Rahim 50e 88e Hadj Adlane 82e                                       | 11 janvier 1991 | Stade du 20-Août-1955 (Alger)                                 |
| 11 | ASO Chlef (D2)        | 1 - 0                 | JH Djazair (D3)           | Mohamed El Djezzar 4e                                               | 11 janvier 1991 | Stade Belkebir, (El Khemis)                                   |
| 12 | CR Belcourt (D1)      | 6 - 0                 | CRB Djefla (A) (D3)       | Ben Djabalah A. 13e 14e 25e 27e Meliani 36e Zane 73e                | 11 janvier 1991 | Stade Imam-Lyes, (Médéa)                                      |
| 13 | OM Médéa (D2)         | 2 - 1                 | E. Sour El Ghozlane (D3)  | Foura 3e Abed 23e / Toumiet 55e                                     | 11 janvier 1991 | Stade Ismaïl Makhlouf, (Arba)                                 |
| 14 | JS Bordj Menail (D1)  | 1 - 0 ap              | GC Mascara (D3)           | Bouzmada 92e                                                        | 11 janvier 1991 | Stade Mohamed Boumezrag (Chlef)                               |
| 15 | WB Skikda (D3)        | 2 - 1                 | MO Constantine (D1)       | Charrout 9e Daaleche 76e / Bermeche 18e                             | 11 janvier 1991 | Stade OPOW; Guelma                                            |
| 16 | JSM Skikda (D3)       | 2 - 1                 | MO Béjaia (D3)            |                                                                     | 11 janvier 1991 | Stade; (Jijel)                                                |
| 17 | USM Annaba (D1)       | 1 - 0                 | IRB Ain Touta (D?)        |                                                                     | 11janvier 1991  | Stade ; (Aïn Beïda)                                           |
| 18 | ES Guelma (D2)        | 2 - 1                 | USM Sétif (D3)            | Beliroune 46e Boukermi 64e / Rais 44e                               | 11 janvier 1991 | Stade Benabdelmalek, (Constantine)                            |
| 19 | USM Bel Abbès (D1)    | 4 - 1                 | CRB Bougtob (D3)          |                                                                     | 11 janvier 1991 | Stade des Frères-Braci, (Saida)                               |
| 20 | RC Kouba (D1)         | 2 - 1                 | RC Arbaa (D3)             | Azeb Madjid 5e Dali Yahia 15e / Messaoud 80e                        | 11janvier 1991  | stade bologhine;alger                                         |
| 21 | AS Ain M'lila (D1)    | 1 - 0                 | SSB Sidi Aich (D3)        |                                                                     | 11 janvier 1991 | stade de bordj bou arréridj                                   |
| 22 | CS Constantine (D1)   | 2 - 0                 | MB Azzaba (D?)            | Bouaoune 30e Medjbouri 75e                                          | 11 janvier 1991 | stade colonel chabbou;annaba                                  |
| 23 | WA Tlemcen (D1)       | 3 - 0                 | IRB Oued El Kheir (D4)    | Bettedj 10e Layati 72e 78e                                          | 11 janvier 1991 | stade habib bouakeuel ;oran                                   |
| 24 | ASM Oran (D1)         | 1 - 0                 | OM Arzew (D3)             | Bouha 78e                                                           | 11 janvier 1991 | stade Farradj, Mostaganem                                     |
| 25 | NA Hussein Dey (D2)   | 0 - 1                 | NCB El Affroun (D3)       | Rahmani Sid Ahmed 89e                                               | 11 janvier 1991 | Stade Mohamed Reggaz ;Boufarik                                |
| 26 | JSM Tiaret (D1)       | 1 - 3                 | MC Saida (D3)             | Meftah 89e / Berrahou 20e 66e Megherbi 32e                          | 11 janvier 1991 | Stade Intissar ;Relizane                                      |
| 27 | Entente de Collo (D2) | 1 - 0                 | CRE Constantine (D3)      |                                                                     | 11 janvier 1991 | Stade de Skikda                                               |
| 28 | MB Batna (D2)         | 2 - 2ap (3 - 4 t.a.b) | CRB El Harrouch (D3)      |                                                                     | 11 janvier 1991 | Stade Benabdelmalek, (Constantine)                            |
| 29 | USM Khenchela (D2)    | 0 - 0ap (3 - 4 t.a.b) | CRB Héliopolis (D3)       | -                                                                   | 11 janvier 1991 | Stade de Ain M'lila                                           |
| 30 | RC Relizane (D2)      | 2 - 3ap               | IRB Maghnia (D3)          |                                                                     | 11 janvier 1991 | Stade de Bel Abbés                                            |
| 31 | JS Kabylie (D1)       | 1 - 0                 | Hydra AC (D3)             | Abderrazak Djahnit ?                                                | 14 janvier 1991 | Stade du 1er Nov 54, (El Harrach)                             |
| 32 | USM El Harrach (D1)   | -                     | MC Ouargla (D3)           |                                                                     | 31 janvier 1991 | Stade de Laghouat                                             |

## Seizièmes de finale
Les matchs des seizièmes de finale se sont joués le jeudi 7 et vendredi 8 février 1991.
| #  | Club 1          | Résultat              | Club 2             | Buteurs                                                           | Date           | Stade                                |
| -- | --------------- | --------------------- | ------------------ | ----------------------------------------------------------------- | -------------- | ------------------------------------ |
| 1  | USM Annaba      | 4 - 0                 | CR Témouchent      | Guetay 31e 90e Messes 65e, Boussouf 77e (pen.)                    | 7 février 1991 | Stade du 1er Nov 54 d'El Harrach     |
| 2  | MC Oran         | 5 - 0                 | CA Batna           | Meziane 2e, Sahraoui 5e, Lazrag 49e, Zerrouki 82e, Guessbaoui 89e | 7 février 1991 | Stade Bologhine, (Alger)             |
| 3  | ES Sétif        | 2 - 1                 | ASO Chlef          | Mattem 25e Doudo 37e / El-Djezzar 28e                             | 7 février 1991 | Stade du 20 Août 55 (Alger)          |
| 4  | JS Kabylie      | 0 - 0ap (4 - 3 t.a.b) | JS Bordj Menail    | -                                                                 | 7 février 1991 | Stade du 5-Juillet-1962, (Alger)     |
| 5  | MC Alger        | 0 - 1                 | WB Skikda          | Menfouche 48e                                                     | 7 février 1991 | Stade du 8-Mai-1945 (Sétif) 12h00    |
| 6  | USM El Harrach  | 2 - 0                 | Entente de Collo   | Djaadi 61e, Rahim 72e                                             | 7 février 1991 | Stade du 8-Mai-1945 (Sétif) 14h30    |
| 7  | RC Kouba        | 4 - 0                 | CRB Héliopolis     | Dali Yahia 6e 60e, Abdessamia 25e, Kaci-Saïd 85e                  | 7 février 1991 | Stade de l'Unité maghrébine (Bejaia) |
| 8  | WA Tlemcen      | 0 - 2                 | USM Alger          | Moussouni 60e, Hadj Adlane 75e                                    | 7 février 1991 | Stade de Fraternité de (Tiaret)      |
| 9  | CR Belcourt     | 1 - 1ap (4 - 5 t.a.b) | CRB Mecheria       | Dahmani 18e (pen.) / Benihi 84e                                   | 7 février 1991 | Stade Habib-Bouakeul, (Oran)         |
| 10 | CRB El Harrouch | 0 - 1                 | NRB Emdjez Edchich | Chiheb 68e                                                        | 7 février 1991 | Stade OPOW, (Guelma)                 |
| 11 | WA Boufarik     | 0 - 0ap (5 - 3 t.a.b) | ASM Oran           | -                                                                 | 7 février 1991 | Stade Mâamar Sahli de Chlef          |
| 12 | OM Médéa        | 0 - 1                 | ES Guelma          | Boukermi 53e                                                      | 8 février 1991 | Stade du 8-Mai-1945 (Sétif)          |
| 13 | USM Bel Abbès   | 4 - 1                 | NCB El Affroun     | Hachemane 16e, Haffaf 31e 78e, Rahmani 72e / Rahmani (1) 62e      | 8 février 1991 | Stade Mâamar Sahli de Chlef          |
| 14 | MC Saida        | 0 - 1                 | AS Ain M'lila      | Khengi 85e                                                        | 8 février 1991 | Stade du 20 Août 55 (Alger)          |
| 15 | CS Constantine  | 3 - 1                 | CRB Sfisef         | Bouaoun 15e, Medjbouri 28e, Benkinida 59e / Ramdhani 44e          | 8 février 1991 | Stade Bologhine, (Alger)             |
| 16 | JSM Skikda      | 3 - 0                 | IRB Maghnia        | Mourdi 61e, Bouchtata 63e, Kerboua 75e                            | 8 février 1991 | Stade du 1er Nov 54 d'El Harrach     |

## Huitièmes de finale
Les matchs des huitièmes de finale se sont joués le vendredi 1er mars 1991 à 15h00.
| # | Club 1        | Résultat | Club 2             | Tirs au but | Buteurs                                  | Date                        | Stade                                |
| - | ------------- | -------- | ------------------ | ----------- | ---------------------------------------- | --------------------------- | ------------------------------------ |
| 1 | USM Bel Abbès | 1 - 0    | WB Skikda          | -           | Tlemcani 8e                              | 1er mars 1991 15 h 00 UTC+1 | Stade Bologhine, Alger               |
| 2 | USM Alger     | 2 - 1    | NRB Emdjez Edchich | -           | Khedali 55e Hadj Adlane 87e / Chiheb 29e | 1er mars 1991 15 h 00 UTC+1 | Stade de l'Unité maghrébine          |
| 3 | JS Kabylie    | 2 - 1    | RC Kouba           | -           | Amaouche 70e.Saib 86e / Banouh 65e       | 1er mars 1991 15 h 00 UTC+1 | Stade du 5-Juillet-1962, Alger       |
| 4 | MC Oran       | 1 - 0    | AS Ain M'lila      | -           | Bouhafsi 80e                             | 1er mars 1991 15 h 00 UTC+1 | Stade du 20-Août-1955 (Alger)        |
| 5 | ES Sétif      | 1 - 1ap  | USM El Harrach     | (5 - 4tab)  | Tribéche 18e (pen.)/ Hérabi 12e (pen.)   | 1er mars 1991 15 h 00 UTC+1 | Stade 1er-novembre-1954 (Tizi-Ouzou) |
| 6 | USM Annaba    | 2 - 0    | WA Boufarik        | -           | Messas 20e. Rouibi 84e                   | 1er mars 1991 15 h 00 UTC+1 | Stade OPOW, Sétif                    |
| 7 | ES Guelma     | 0 - 0ap  | CRB Mecheria       | (3 - 0tab)  | -                                        | 1er mars 1991 15 h 00 UTC+1 | Stade d'El Harrach                   |
| 8 | JSM Skikda    | 0 - 1    | CS Constantine     | -           | Bouaoune 1re                             | 1er mars 1991 15 h 00 UTC+1 | Stade 19 mai 1956, Annaba            |

## Quarts de finale
Les matchs des quarts de finale se sont joués le 21 mars 1991.
| # | Club 1         | Résultat | Club 2        | Tirs au but | Buteurs                                                                          | Date                       | Stade                       |
| - | -------------- | -------- | ------------- | ----------- | -------------------------------------------------------------------------------- | -------------------------- | --------------------------- |
| 1 | MC Oran        | 4 - 2ap  | USM Annaba    | -           | Sahraoui 30e, Tasfaout 103e (pen.) Meziane 104e Bouhafsi 105e / Messass 50e 119e | 21 mars 1991 14 h 30 UTC+1 | Stade Bologhine, Alger      |
| 2 | CS Constantine | 2 - 3    | JS Kabylie    | -           | Boulfelfel 70e (pen.), Khezzar 94e / Djahnit 47e Meftah 114e, Saib 119e          | 21 mars 1991 14 h 30 UTC+1 | Stade du 19-Mai-1956        |
| 3 | USM Alger      | 0 - 1    | USM Bel Abbès | -           | Abdelkader Tlemçani 61e                                                          | 21 mars 1991 15 h 30 UTC+1 | Stade de Fraternité, Tiaret |
| 4 | ES Sétif       | 0 - 0    | ES Guelma     | (4 - 3tab)  | -                                                                                | 25 mars 1991 15 h 30 UTC+1 | Stade 17 juin, Constantine  |

## Demi-finales
Les matchs des demi-finales se sont joués le jeudi 18 avril 1991.
| # | Club 1        | Résultat | Club 2   | Buteurs                           | Date                        | Stade                          |
| - | ------------- | -------- | -------- | --------------------------------- | --------------------------- | ------------------------------ |
| 1 | JS Kabylie    | 1 - 0    | ES Sétif | Mourad Aït Tahar 85e              | 18 avril 1991 15 h 00 UTC+1 | Stade du 5-Juillet-1962, Alger |
| 2 | USM Bel Abbès | 2 - 1    | MC Oran  | Bouhenni 28e Menni 46e / Arif 26e | 18 avril 1991 15 h 00 UTC+1 | Stade de Fraternité, Tiaret    |

## Finale
La finale a eu lieu au Stade 5 Juillet 1962 à Alger, le 2 mai 1991.
| Remplaçants :                                                                                   |
| Abdelkader Lessel ( 2e GB) , Redouane Haffaf , Abdelkader Lakhmès , Menni Zegaï Kaddour Lakehal |
| Entraîneur :                                                                                    |
| Djillali Abdi & Kadi Abbès . * médecin : ghallamoune ; staff acompagnés : feraoun .             |

| Remplaçants :                                                                                              |
| Hamenad ( 2e GB) , Mourad Karouf , Mokbel , Youssef Laadjadj Aït Tahar                                     |
| Entraîneur :                                                                                               |
| Salah Larbés & Stéphane. Zywotko * médecin : maameri , csttaf acompagnés: si mansour hanafi et moussaoui . |

| Remplaçants :                                                                                   |
| Abdelkader Lessel ( 2e GB) , Redouane Haffaf , Abdelkader Lakhmès , Menni Zegaï Kaddour Lakehal |
| Entraîneur :                                                                                    |
| Djillali Abdi & Kadi Abbès . * médecin : ghallamoune ; staff acompagnés : feraoun .             |

| Remplaçants :                                                                                              |
| Hamenad ( 2e GB) , Mourad Karouf , Mokbel , Youssef Laadjadj Aït Tahar                                     |
| Entraîneur :                                                                                               |
| Salah Larbés & Stéphane. Zywotko * médecin : maameri , csttaf acompagnés: si mansour hanafi et moussaoui . |

### Finale Cadets
- Mercredi 1er Mai 1991 à 13h00 au stade Bologhine , Alger .
- USMBel-Abbès - ESOMMostaganem  (0 - 1)
- affluence moyenne , temps printanière et ensoleillé , arbitrage acceptable , du trio : Boussnadji (ligue d'alger) , Djezzar (ligue de Ouargla) et Kerkoub (Ligue de béchar)  . Avertissements : Beddad (USMBA)   54e , Tekkouk (ESOMM)  72e . But : Kraouda (ESOOM)   28e .
- Composition des équipes :
- USMBel-Abbès : -
- chaib , belfakroun , bengourine , larbaoui , louhadj , khatir , lahmar sedjed (sabbib 41) , beddad , amrani , benkhamssa (boudjellal 64) .
- Entraineurs : - Zoua et Bouhadjar .
- ESOM Mostaganem :
- Mansour , Bouzar , Kheldoun , Boudjellal Fethi , Aissa , Louri , Amar , Kerouadj , Amrane , Bouziane (Tabchi 75) Tekkouk .
- Entraineurs : - Benaissa et Mamza .
- Source :
- L'Horizons N° 1736 du Mercredi 1er mai 1991 page 2 . (Archives de M'hammed z , Algerie)
- AL-KHABAR , 2eme Année , N° 147 du Jeudi 2 Mai 1991 Page 8 . (A de M Z , Alg) .
- El-Djemhouria N° du samedi 4 mai 1991 page 9 .(A de M Z)
- El-Mountakheb N° ? du Samedi 4 Mai 1991 page 15 . (A de M Z)

### Finale Juniors
- Mercredi 1er Mai 1991 à 15h00 au stade Bologhine .
- USMBel-bès  - CRB Bordj El-Kiffan (1-1) Tirs au But (3-1) .
- public moyen , arbitrage moyenne du trio : Bouchama (ligue d'oran) , Ould El-Hadj (ligue d'alger) et Hafirassou (ligue de constantine)  .
- Buts : Rekoub (CRBBEK)  10 (pen) et Chetti (USMBA)   48e
- composition des équipes :
- USMBel-Abbès : Tsaki , Bennahra , Bacha , Zouba , Hafifi , Hachemi , Merabet , Leghouat , Nouala , Fekir (Saber 89) , Chetti (Mekarni 73) . - Entraineur : Mebarki .
- CRB Bordj El-Kiffan : Kara , Lehdhiri , Abdeslam (Aoune 79) , Allaoua , Touahra , Oukssoum , Amari , Ait Akache (El-Hadj  Messaoud 81) , Alliche , Rekkeb , Abdeslam Mourad . - Entraineur : Meddour Ahmed .
- Sources :
- El-Khabar  N° 147  du jeudi 2 mai 1991 page 8 .
- El-Djemhouria N°  du samedi 4 mai 1991 page 9 .
- El-Mountakheb N° ? du samedi 4 mai 1991 page 15 .

## Buteurs
- 4 buts: Messas (USM Annaba), Bendjabalah Abderrahim (CR Belcourt)
- 3 buts: Abdelkader Tlemçani (USM Bel Abbès), Bouaoune (CS Constantine), Tarek Hadj Adlane (USM Alger), Dali Yahia (RC Kouba), Meziane (MC Oran)